# Włókniarz Częstochowa

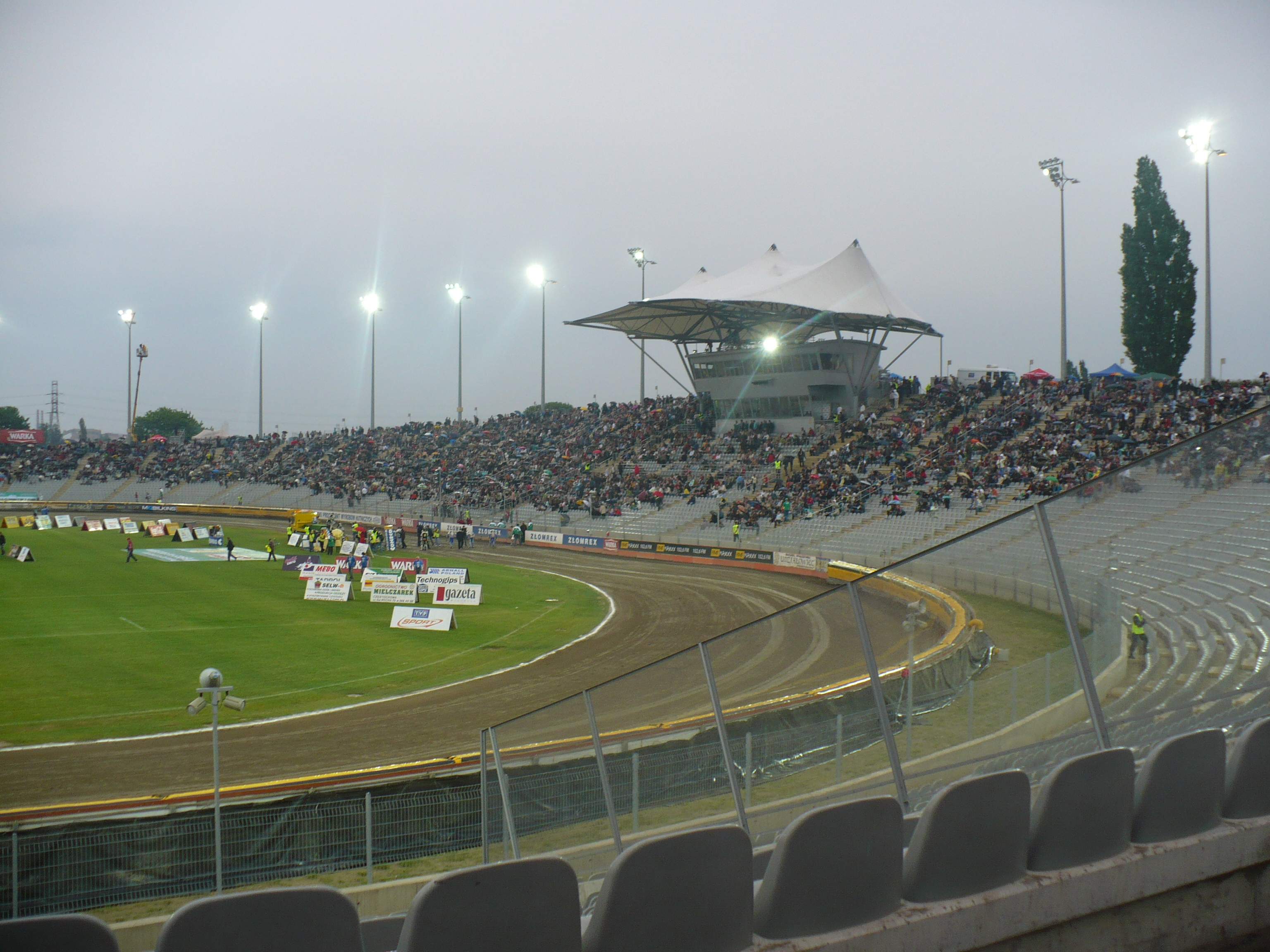
Arena Częstochowa

Włókniarz Częstochowa (występuje pod nazwą Krono-Plast Włókniarz Częstochowa) – polski klub żużlowy z siedzibą w Częstochowie. 4-krotny drużynowy mistrz Polski.
Początek działalności klubu datuje się na 1946 rok, kiedy to zostało reaktywowane Częstochowskie Towarzystwo Cyklistów i Motocyklistów, które miało za sobą 40-letnią tradycję jako Częstochowskie Towarzystwo Cyklistów. Od 1950 roku klub jest znany jako „Włókniarz”.
Do 2006 roku w rozgrywkach ligowych występowało stowarzyszenie Częstochowski Klub Motocyklowy „Włókniarz”, natomiast od 2007 roku spółka Częstochowski Klub Motocyklowy „Włókniarz” S.A., która została powołana ze względu na powstanie ligi zawodowej, w której mogły występować wyłącznie kluby funkcjonujące jako spółki akcyjne.
CKM „Włókniarz” S.A. po sezonie 2014 utracił licencję na starty w rozgrywkach o DMP. Jeszcze w trakcie sezonu 2014 działające niezależnie od spółki akcyjnej stowarzyszenie CKM „Włókniarz” podjęło działania mające na celu wystawienie drużyny ligowej w rozgrywkach od roku 2015, jednakże zakończyły się one niepowodzeniem. Stowarzyszenie otrzymało licencję na starty w rozgrywkach przed sezonem 2016.
Od sezonu 2017 w rozgrywkach ligowych występuje spółka „Włókniarz Częstochowa” S.A., która została powołana w związku z otrzymaniem zaproszenia do zajęcia wakującego miejsca w najwyższej klasie rozgrywkowej.

## Historia
Początek sportu żużlowego w Częstochowie ma miejsce zaraz po zakończeniu II wojny światowej. W pierwszych dniach po wyzwoleniu Częstochowy zostało reaktywowane Częstochowskie Towarzystwo Cyklistów i Motocyklistów (CTCiM) skupiające swą działalność na sportach motorowych. Pierwsze wyścigi rozgrywano na bieżni lekkoatletycznej stadionu w III Alei NMP (na terenach dzisiejszego pawilonu Cepelii). Urządzano tam zawody na motocyklach turystycznych. Jednocześnie przystąpiono do budowy stadionu żużlowego przy ul. Olsztyńskiej. Żużel jako dyscyplina sportowa, dopiero powstawała, i jedynie dzięki ambicjom i zapałowi ówczesnych działaczy i zawodników zaczęła się rozwijać.
W pierwszych latach istnienia zawodnicy startowali na własnych motocyklach, które zostały dostosowane na potrzeby wyścigów żużlowych. Pierwszego września 1946 roku uroczyście obchodzono czterdziestą rocznicę powstania CTCiM. Na tę okazję przygotowano otwarcie toru żużlowego, oraz zawody o mistrzostwo miasta. Do Częstochowy zjechali motocykliści z całego kraju. Przed zawodami odbyły się uroczystości na Jasnej Górze oraz defilada ponad 600 motocyklistów. Pierwsze zawody obserwował tłum ponad 10000 kibiców. Turniej rozgrywano w systemie pucharowym z podziałem na klasy. Zwycięzcy poszczególnych klas zmierzyli się o tytuł mistrza Częstochowy. Został nim Andrzej Żymirski, który wygrał przed Jerzym Dąbrowskim i Stefanem Seifrytem. Podczas zawodów reprezentant CTCiM Jerzy Jankowski ustanowił pierwszy rekord toru 2,01 min. W roku 1948 zorganizowano pierwsze zawody ligowe. Na podstawie eliminacji, drużyna CTCiM została przydzielona do drugiej ligi. W roku 1950 zespół, już pod nową nazwą „Włókniarz”, awansował do I ligi, w której jeździł do roku 1954. Następne dwa sezony to występy Lwów w II lidze. W roku 1959 nastąpił pierwszy sukces – złoty medal DMP.
Lata sześćdziesiąte to spadki i ponowne powroty drużyny do I ligi. Następna dekada to najwspanialszy okres w dziejach klubu. W roku 1971 częstochowianie awansowali do I ligi. Kolejne złoto „Włókniarz” zdobył w roku 1974. W kolejnych latach przyszedł czas na dwa srebrne, a po nich dwa brązowe medale DMP. W roku 1981 nastąpił spadek zespołu do II ligi i kibice z Częstochowy musieli czekać całe dziesięć lat na awans swoich ulubieńców do grona najlepszych.
W 1996 r. ekipa włókniarzy prowadzona przez Marka Cieślaka zdobyła swój trzeci złoty medal DMP. W następnym sezonie trzeba było przełknąć gorycz spadku do drugiej ligi. Kolejny awans CKM „Włókniarz” Częstochowa wywalczył w roku 1999. Awans ten rozpoczął bajeczny czas dla Lwiej ekipy. Drużynowe i indywidualne sukcesy m.in. IV tytuł drużynowego mistrza Polski w 2003 r. W kolejnych latach klub zdobywał kolejne medale DMP.
Począwszy od 2007 roku, od klubów w Ekstralidze Żużlowej wymagano posiadania osobowości prawnej w formie spółki akcyjnej. Utworzoną do tego celu CKM Włókniarz S.A., na skutek problemów finansowych, przejęła firma KJG Company. Mimo ogromnego zainteresowania sportem żużlowym w Częstochowie, wsparcia lokalnych sponsorów tytularnych (KantorOnline oraz drukarnia internetowa Viperprint) i najwyższej frekwencji w całej lidze w 2013 r., z roku na rok rosło zadłużenie wobec zawodników oraz innych wierzycieli. Na skutek nierealizowania planu naprawczego zaakceptowanego przez Polski Związek Motorowy, klub po sezonie 2014 utracił licencję na starty w rozgrywkach o DMP.
Jeszcze w trakcie sezonu 2014 działające niezależnie od spółki akcyjnej stowarzyszenie CKM Włókniarz podjęło działania mające na celu wystawienie drużyny ligowej w rozgrywkach Polskiej 2. Ligi Żużlowej od roku 2015.
W 2015 r. Włókniarz otrzymał licencję bezwarunkową na starty w sezonie 2016. W 2016 drużyna zajęła trzecie miejsce w I lidze, jednak w wyniku przepisów uniemożliwiających starty w Ekstralidze zwycięzcy ligi, Lokomotivowi Dyneburg, a także rezygnacji drugiej najlepszej drużyny, Orła Łódź, Włókniarz awansował do najwyższej klasy rozgrywkowej. Przed sezonem 2017 kontrakt z klubem podpisał m.in. Leon Madsen, który jeżdżąc dla Włókniarza skończył sezon 2019 z najwyższą średnią biegową w lidze (2,443). W 2019 klub zdobył pierwszy od dziesięciu lat brązowy medal DMP.

## Poszczególne sezony
| Sezon | Rozgrywki ligowe | Rozgrywki ligowe       | Rozgrywki ligowe | Rozgrywki ligowe | Uwagi                                                    |
| Sezon | Liga             | Liga                   | Miejsce          | Miejsce          | Uwagi                                                    |
| ----- | ---------------- | ---------------------- | ---------------- | ---------------- | -------------------------------------------------------- |
| 1948  | Eliminacje       | Eliminacje             | 14/16            | 14/16            | Kwalifikacja do II ligi                                  |
| 1948  | II               | II liga                | 7/9              | 7/9              |                                                          |
| 1949  | II               | II liga                | 2/9              | 2/9              | Brak awansu – zarządzono baraże                          |
| 1949  | II               | II liga                | 2/9              | 2/9              | 3. miejsce w turnieju barażowym o awans                  |
| 1950  | II               | II liga                | 2/8              | 2/8              | Brak jednoznacznych źródeł nt. rozstrzygnięć ws. awansu  |
| 1950  | II               | II liga                | 2/8              | 2/8              | Przydział do ligi „zrzeszeniowej”                        |
| 1951  | I                | Liga                   | 9/10             | 9/10             |                                                          |
| 1952  | I                | Liga                   | 8/10             | 8/10             |                                                          |
| 1953  | I                | Liga                   | 6/10             | 6/10             |                                                          |
| 1954  | I                | Liga                   | 9/10             | 9/10             |                                                          |
| 1955  | II               | II liga                | 3/7              | 3/7              |                                                          |
| 1956  | II               | II liga (gr. „północ”) | 1/8              | 1/8              | 1. miejsce w turnieju barażowym o awans                  |
| 1957  | I                | I liga                 | 4/8              | 4/8              |                                                          |
| 1958  | I                | I liga                 | 4/8              | 4/8              |                                                          |
| 1959  | I                | I liga                 | 1/8              | 1/8              |                                                          |
| 1960  | I                | I liga                 | 4/8              | 4/8              |                                                          |
| 1961  | I                | I liga                 | 5/8              | 5/8              |                                                          |
| 1962  | I                | I liga                 | 8/8              | 8/8              |                                                          |
| 1963  | II               | II liga                | 5/12             | 4/12             |                                                          |
| 1964  | II               | II liga                | 1/11             | 4/12             |                                                          |
| 1965  | II               | II liga                | 1/9              | 1/9              |                                                          |
| 1966  | II               | II liga                | 2/9              | 1/9              |                                                          |
| 1967  | I                | I liga                 | 6/8              | 6/8              |                                                          |
| 1968  | I                | I liga                 | 7/8              | 6/8              |                                                          |
| 1969  | I                | I liga                 | 7/8              | 7/8              | Przegrane baraże o utrzymanie                            |
| 1970  | II               | II liga                | 5/8              | 5/8              |                                                          |
| 1971  | II               | II liga                | 2/8              | 2/8              | Wygrane baraże o awans                                   |
| 1972  | I                | I liga                 | 4/8              | 4/8              |                                                          |
| 1973  | I                | I liga                 | 6/8              | 6/8              |                                                          |
| 1974  | I                | I liga                 | 1/8              | 1/8              |                                                          |
| 1975  | I                | I liga                 | 2/8              | 2/8              |                                                          |
| 1976  | I                | I liga                 | 2/10             | 2/10             |                                                          |
| 1977  | I                | I liga                 | 3/10             | 3/10             |                                                          |
| 1978  | I                | I liga                 | 3/10             | 3/10             |                                                          |
| 1979  | I                | I liga                 | 7/10             | 7/10             |                                                          |
| 1980  | I                | I liga                 | 8/10             | 8/10             |                                                          |
| 1981  | I                | I liga                 | 10/10            | 10/10            |                                                          |
| 1982  | II               | II liga                | 3/7              | 3/7              |                                                          |
| 1983  | II               | II liga                | 6/8              | 6/8              |                                                          |
| 1984  | II               | II liga                | 6/7              | 6/7              |                                                          |
| 1985  | II               | II liga                | 5/7              | 5/7              |                                                          |
| 1986  | II               | II liga                | 4/7              | 4/7              |                                                          |
| 1987  | II               | II liga                | 2/7              | 2/7              | Przegrane baraże o awans                                 |
| 1988  | II               | II liga                | 4/8              | 4/8              |                                                          |
| 1989  | II               | II liga                | 3/8              | 3/8              |                                                          |
| 1990  | II               | II liga                | 5/10             | 5/10             |                                                          |
| 1991  | II               | II liga                | 2/12             | 2/12             |                                                          |
| 1992  | I                | I liga                 | 10/10            | 10/10            |                                                          |
| 1993  | II               | II liga                | 2/10             | 2/10             |                                                          |
| 1994  | I                | I liga                 | 6/10             | 6/10             |                                                          |
| 1995  | I                | I liga                 | 8/10             | 8/10             |                                                          |
| 1996  | I                | I liga                 | 1/10             | 1/10             |                                                          |
| 1997  | I                | I liga                 | 9/10             | 9/10             |                                                          |
| 1998  | II               | II liga                | 3/12             | 3/12             |                                                          |
| 1999  | II               | II liga                | 1/13             | 1/13             |                                                          |
| 2000  | I                | Ekstraliga             | 6/8              | 6/8              |                                                          |
| 2001  | I                | Ekstraliga             | 6/8              | 6/8              |                                                          |
| 2002  | I                | Ekstraliga             | 4/8              | 4/8              |                                                          |
| 2003  | I                | Ekstraliga             | 1/8              | 1/8              |                                                          |
| 2004  | I                | Ekstraliga             | 3/8              | 3/8              |                                                          |
| 2005  | I                | Ekstraliga             | 3/8              | 3/8              |                                                          |
| 2006  | I                | Ekstraliga             | 2/8              | 2/8              |                                                          |
| 2007  | I                | Ekstraliga             | 5/8              | 5/8              |                                                          |
| 2008  | I                | Ekstraliga             | 4/8              | 4/8              |                                                          |
| 2009  | I                | Ekstraliga             | 3/8              | 3/8              |                                                          |
| 2010  | I                | Ekstraliga             | 7/8              | 7/8              | Wygrane baraże o utrzymanie                              |
| 2011  | I                | Ekstraliga             | 8/8              | 8/8              | Wygrane baraże o utrzymanie                              |
| 2012  | I                | Ekstraliga             | 8/10             | 8/10             |                                                          |
| 2013  | I                | Ekstraliga             | 4/10             | 4/10             |                                                          |
| 2014  | I                | Ekstraliga             | 7/8              | 7/8              | Baraże nie zostały zorganizowane – klub utracił licencję |
|       |                  |                        |                  |                  |                                                          |
| 2016  | II               | I liga                 | 3/11             | 3/11             | Awans poprzez zajęcie wakującego miejsca                 |
| 2017  | I                | Ekstraliga             | 5/8              | 5/8              |                                                          |
| 2018  | I                | Ekstraliga             | 4/8              | 4/8              |                                                          |
| 2019  | I                | Ekstraliga             | 3/8              | 3/8              |                                                          |
| 2020  | I                | Ekstraliga             | 5/8              | 5/8              |                                                          |
| 2021  | I                | Ekstraliga             | 5/8              | 5/8              |                                                          |
| 2022  | I                | Ekstraliga             | 3/8              | 3/8              |                                                          |
| 2023  | I                | Ekstraliga             | 4/8              | 4/8              |                                                          |
| 2024  | I                | Ekstraliga             | 7/8              | 7/8              |                                                          |

| Poziom ligowy | Liczba sezonów | Sezony                                                                            |
| ------------- | -------------- | --------------------------------------------------------------------------------- |
| I             | 51             | 1951–1954, 1957–1962, 1967–1969, 1972–1981, 1992, 1994–1997, 2000–2014, 2017–2024 |
| II            | 25             | 1948–1950, 1955–1956, 1963–1966, 1970–1971, 1982–1991, 1993, 1998–1999, 2016      |

## Osiągnięcia

### Krajowe
Poniższe zestawienia obejmują osiągnięcia klubu oraz indywidualne osiągnięcia zawodników w rozgrywkach pod egidą PZM, GKSŻ oraz Ekstraligi.

#### Mistrzostwa Polski
Drużynowe mistrzostwa Polski
- 1. miejsce (4): 1959, 1974, 1996, 2003
- 2. miejsce (3): 1975, 1976, 2006
- 3. miejsce (7): 1977, 1978, 2004, 2005, 2009, 2019, 2022

Drużynowe mistrzostwa Polski juniorów
- 1. miejsce (4): 1996, 2000, 2017, 2021
- 2. miejsce (4): 2003, 2019, 2020, 2022
- 3. miejsce (2): 2008, 2016

Mistrzostwa Polski par klubowych
- 1. miejsce (1): 2006
- 2. miejsce (2): 1977, 2021
- 3. miejsce (6): 1976, 2000, 2001, 2002, 2018, 2023

Młodzieżowe mistrzostwa Polski par klubowych
- 1. miejsce (1): 2013
- 2. miejsce (5): 1995, 2003, 2020, 2021, 2022
- 3. miejsce (3): 1996, 2016, 2019

Indywidualne mistrzostwa Polski
- 1. miejsce (5):
  - 1959 – Stefan Kwoczała
  - 1991 – Sławomir Drabik
  - 1996 – Sławomir Drabik
  - 2003 – Rune Holta
  - 2004 – Grzegorz Walasek
- 2. miejsce (2):
  - 1975 – Marek Cieślak
  - 1997 – Sławomir Drabik
- 3. miejsce (3):
  - 1960 – Bernard Kacperak
  - 2004 – Rune Holta
  - 2006 – Sebastian Ułamek

Młodzieżowe indywidualne mistrzostwa Polski
- 1. miejsce (3):
  - 2019 – Jakub Miśkowiak
  - 2021 – Jakub Miśkowiak
  - 2022 – Mateusz Świdnicki
- 2. miejsce (2):
  - 2020 – Jakub Miśkowiak
  - 2022 – Jakub Miśkowiak
- 3. miejsce (4):
  - 1973 – Andrzej Jurczyński
  - 1986 – Sławomir Drabik
  - 2003 – Zbigniew Czerwiński
  - 2021 – Mateusz Świdnicki

#### Pozostałe
Drużynowy Puchar Polski
- 1. miejsce (1): 1994

Złoty Kask
- 1. miejsce (2):
  - 1976 – Marek Cieślak
  - 1991 – Sławomir Drabik
- 2. miejsce (4):
  - 2006 – Sebastian Ułamek
  - 2012 – Grzegorz Zengota
  - 2020 – Paweł Przedpełski
  - 2024 – Kacper Woryna
- 3. miejsce (4):
  - 1972 – Marek Cieślak
  - 1997 – Sebastian Ułamek
  - 2004 – Grzegorz Walasek
  - 2014 – Grzegorz Walasek

Srebrny Kask
- 1. miejsce (2):
  - 2021 – Jakub Miśkowiak
  - 2022 – Jakub Miśkowiak
- 2. miejsce (5):
  - 1966 – Wiktor Jastrzębski
  - 1969 – Marek Cieślak
  - 1995 – Sebastian Ułamek
  - 2019 – Michał Gruchalski
  - 2021 – Mateusz Świdnicki
- 3. miejsce (1):
  - 2020 – Jakub Miśkowiak

Brązowy Kask
- 1. miejsce (4):
  - 1979 – Józef Kafel
  - 2006 – Mateusz Szczepaniak
  - 2019 – Jakub Miśkowiak
  - 2025 – Franciszek Karczewski
- 2. miejsce (1):
  - 2022 – Franciszek Karczewski
- 3. miejsce (4):
  - 1984 – Dariusz Rachwalik
  - 2001 – Zbigniew Czerwiński
  - 2020 – Jakub Miśkowiak
  - 2021 – Bartłomiej Kowalski

Liga Juniorów
- 1. miejsce (1): 2014
- 2. miejsce (1): 2020
- 3. miejsce (2): 2011, 2013

Indywidualne mistrzostwa Ligi Juniorów
- 3. miejsce (1):
  - 2013 – Artur Czaja

Indywidualne międzynarodowe mistrzostwa Ekstraligi
- 1. miejsce (1):
  - 2017 –  Leon Madsen
- 2. miejsce (1):
  - 2020 –  Jason Doyle
- 3. miejsce (3):
  - 2020 –  Leon Madsen
  - 2022 –  Leon Madsen
  - 2023 –  Kacper Woryna

### Międzynarodowe
Poniższe zestawienia obejmują osiągnięcia klubu oraz indywidualne osiągnięcia zawodników krajowych (w zawodach drużynowych, par i indywidualnych) i zagranicznych (w zawodach indywidualnych) w rozgrywkach pod egidą FIM oraz FIM Europe.

#### Mistrzostwa świata
Drużynowe mistrzostwa świata
- 1. miejsce (3):
  - 1996 –  Sławomir Drabik
  - 2005 –  Rune Holta i Grzegorz Walasek
  - 2010 –  Rune Holta
- 2. miejsce (3):
  - 1976 –  Marek Cieślak
  - 1977 –  Marek Cieślak
  - 2021 –  Jakub Miśkowiak
- 3. miejsce (3):
  - 1972 –  Marek Cieślak
  - 1974 –  Andrzej Jurczyński
  - 1978 –  Marek Cieślak

Drużynowe mistrzostwa świata juniorów
- 1. miejsce (5):
  - 2007 –  Mateusz Szczepaniak
  - 2019 –  Michał Gruchalski
  - 2020 –  Jakub Miśkowiak
  - 2021 –  Jakub Miśkowiak
  - 2022 –  Jakub Miśkowiak

Indywidualne mistrzostwa świata
- 1. miejsce (2):
  - 2000 –  Mark Loram
  - 2008 –  Nicki Pedersen
- 2. miejsce (3):
  - 2006 –  Greg Hancock
  - 2019 –  Leon Madsen
  - 2022 –  Leon Madsen
- 3. miejsce (3):
  - 2002 –  Ryan Sullivan
  - 2018 –  Fredrik Lindgren
  - 2020 –  Fredrik Lindgren

Indywidualne mistrzostwa świata juniorów
- 1. miejsce (1):
  - 2021 –  Jakub Miśkowiak
- 2. miejsce (1):
  - 1992 –  Mark Loram
- 3. miejsce (4):
  - 1992 –  Joe Screen
  - 1999 –  Nigel Sadler
  - 2006 –  Christian Hefenbrock
  - 2022 –  Jakub Miśkowiak

#### Mistrzostwa Europy
Drużynowe mistrzostwa Europy
- 1. miejsce (2):
  - 2022 –  Kacper Woryna
  - 2025 –  Piotr Pawlicki

Drużynowe mistrzostwa Europy juniorów
- 1. miejsce (6):
  - 2013 –  Artur Czaja
  - 2019 –  Jakub Miśkowiak
  - 2020 –  Jakub Miśkowiak
  - 2021 –  Jakub Miśkowiak i Bartosz Smektała
  - 2022 –  Jakub Miśkowiak
  - 2023 –  Jakub Miśkowiak

Mistrzostwa Europy par
- 1. miejsce (3):
  - 2006 –  Sebastian Ułamek
  - 2008 –  Sebastian Ułamek
  - 2018 –  Tobiasz Musielak
- 2. miejsce (2):
  - 2007 –  Sławomir Drabik
  - 2021 –  Bartłomiej Kowalski

Mistrzostwa Europy par juniorów
- 1. miejsce (1):
  - 2022 –  Franciszek Karczewski
- 2. miejsce (1):
  - 2021 –  Bartłomiej Kowalski

Indywidualne mistrzostwa Europy
- 1. miejsce (4):
  - 2011 –  Grigorij Łaguta
  - 2018 –  Leon Madsen
  - 2022 –  Leon Madsen
  - 2023 –  Mikkel Michelsen
- 2. miejsce (7):
  - 2007 –  Sebastian Ułamek
  - 2008 –  Sebastian Ułamek
  - 2014 –  Peter Kildemand
  - 2020 –  Leon Madsen
  - 2021 –  Leon Madsen
  - 2023 –  Leon Madsen
  - 2024 –  Leon Madsen
- 3. miejsce (4):
  - 2006 –  Christian Hefenbrock
  - 2013 –  Grigorij Łaguta
  - 2019 –  Leon Madsen
  - 2024 –  Kacper Woryna

Indywidualne mistrzostwa Europy juniorów
- 2. miejsce (1):
  - 2020 –  Jakub Miśkowiak
- 3. miejsce (1):
  - 2000 –  Zbigniew Czerwiński

#### Pozostałe
Klubowy Puchar Europy
- 1. miejsce (1): 2004

Puchar Europy par U-19
- 3. miejsce (1):
  - 2020 –  Jakub Miśkowiak i Mateusz Świdnicki

## Zawodnicy

### Kadra drużyny
Stan na 11 sierpnia 2025
| Kat.                                                   | Nar.            | Fed.            | Żużlowiec              | DMP (SE) | U24E | DMPJ | Uwagi                           |
| ------------------------------------------------------ | --------------- | --------------- | ---------------------- | -------- | ---- | ---- | ------------------------------- |
| S                                                      | Australia       | Australia       | Jason Doyle            | T        |      |      |                                 |
| S                                                      | Dania           | Dania           | Mads Hansen            | T        |      |      |                                 |
| S                                                      | Polska          | Polska          | Piotr Pawlicki         | T        |      |      |                                 |
| S                                                      | Polska          | Polska          | Kacper Woryna          | T        |      |      |                                 |
| U24                                                    | Wielka Brytania | Wielka Brytania | Leon Flint             |          |      |      | Wypożyczony do AC Landshut      |
| U24                                                    | Francja         | Austria         | Steven Goret           |          | T    |      | Wypożyczony do Speedwaya Kraków |
| U24                                                    | Szwecja         | Szwecja         | Philip Hellström-Bängs | T        | T    |      |                                 |
| U24                                                    | Polska          | Polska          | Wiktor Lampart         | T        | T    |      |                                 |
| U24                                                    | Polska          | Polska          | Mateusz Świdnicki      |          | T    |      |                                 |
| U21                                                    | Australia       | Australia       | James Pearson          |          | T    |      | Wypożyczony do Kolejarza Opole  |
| U19                                                    | Polska          | Polska          | Hubert Gibki           | T        | T    | T    |                                 |
| U19                                                    | Polska          | Polska          | Kacper Halkiewicz      | T        | T    | T    |                                 |
| U19                                                    | Polska          | Polska          | Franciszek Karczewski  | T        | T    | T    |                                 |
| U19                                                    | Polska          | Polska          | Szymon Ludwiczak       | T        | T    | T    |                                 |
| U19                                                    | Polska          | Polska          | Igor Nabiałkowski      | T        | T    | T    |                                 |
| U19                                                    | Polska          | Polska          | Bartosz Śmigielski     | T        | T    | T    |                                 |
| U17                                                    | Polska          | Polska          | Paweł Caban            | T        | T    | T    |                                 |
| U17                                                    | Polska          | Polska          | Alan Ciurzyński        | T        | T    | T    |                                 |
| U17                                                    | Polska          | Polska          | Dawid Rozpędek         | T        | T    | T    |                                 |
| „” oznacza, że zawodnik został zgłoszony do rozgrywek. |                 |                 |                        |          |      |      |                                 |